# Serie B 2016-2017 (pallanuoto maschile)

## Squadre partecipanti
| Promosse in A2                                                                         | Squadre partecipanti | Squadre partecipanti |
| -------------------------------------------------------------------------------------- | --- | --- |
| - Como Nuoto - Rari Nantes Arenzano - Pescara N. e PN. - Zurich Barbato Cesport Italia | Girone 1 - Acquasport Firenze - Albaro Nervi - Arenzano - CN Sestri - Dinamica Torino - Etruria Nuoto - Firenze - Lerici Sport - Rapallo - Sturla Girone 2 - Aquaria - Bergamo PN - Como Nuoto - Pallanuoto Como - CUS Geas Milano - Mestrina Nuoto - Modena Nuoto - NC Monza - Varese ON - Team Osimo Nuoto | Girone 3 - Antares N. Latina - CC Lazio WP - Cesport Italia - Club Aq. Pescara - Pescara N&PN - RN Napoli - San Mauro Nuoto - SC Tuscolano - Tyrsenia SC - Zero9 Girone 4 - Basilicata N. 2000 - Cosenza Nuoto - CUS Unime - Etna Waterpolo - Nuoto 2000 Napoli - Ossidiana Messina - Pol Acese - RN Auditore - Swim Academy - WP Catania |